# Флаг Урая
Флаг муниципального образования город Ура́й Ханты-Мансийского автономного округа — Югры Тюменской области Российской Федерации — опознавательно-правовой знак, служащий символом муниципального статуса.
Флаг утверждён 25 февраля 1998 года и внесён в Государственный геральдический регистр Российской Федерации с присвоением регистрационного номера 271.

## Описание
Описание флага города Урая, принятое решением городской Думы № 93, представляло собой немного переделанное описание герба:

Флаг города Урая представляет собой прямоугольное двустороннее полотнище с отношением ширины к длине 2:3, в пересеченном лазоревом (синем, голубом) и зелёном поле (геральдического щита) серебряная у двух стволах ель, завершённая во главе щита головой и крыльями птицы с прямыми лучами, отвлечёнными от края щита вместо перьев на крыльях. Ель, обременённая чёрной каплей, поверх которой малая серебряная капля, смещённая вправо.

На основании письма Государственной герольдии (ныне Геральдический совет при Президенте Российской Федерации), решением городской Думы № 115, в описание флага были внесены изменения:

Флаг города Урая представляет собой прямоугольное двустороннее полотнище с отношением ширины к длине 2:3, разделённое по горизонтали на две равные части — голубую и зелёную — фигура герба города Урая: белая о двух стволах ель, завершённая головой и крыльями птицы, с прямыми укороченными лучами вместо перьев, и обрамленная чёрной каплей, поверх которой малая серебряная капля, смещённая влево.

## Символика
В центре — стилизованный символ мифологической птицы «Халев» или «Сури» (чайки). В раскрытых крыльях птицы просматриваются оленьи рога и лучи солнца. Хвост мифологической птицы контуром напоминает древнее жилище местных селений.
По легенде птица «Халев» или «Сури» — один из духов-покровителей и охранителей мансийских селений. Она постоянно сопровождает человека и всегда держится неподалёку от его жилья. Поэтому в изображение этой птицы местные жители и по сей день вкладывают магическое значение.
Белый цвет (серебро) символизирует чистоту, благородство и надежду.
Голубой цвет соответствует небу, воздуху. Это символ красоты, величия, чести и добродетели.
Зелёный цвет соответствует траве, растительности и олицетворяет надежду, изобилие и свободу.
Чёрный цвет — это земля, символ благоразумия и мудрости. В данном случае символизирует основное богатство недр Урайской земли — нефть, с добычей которой связан труд нефтяников, ставших основателями города.